# Shawn Christensen

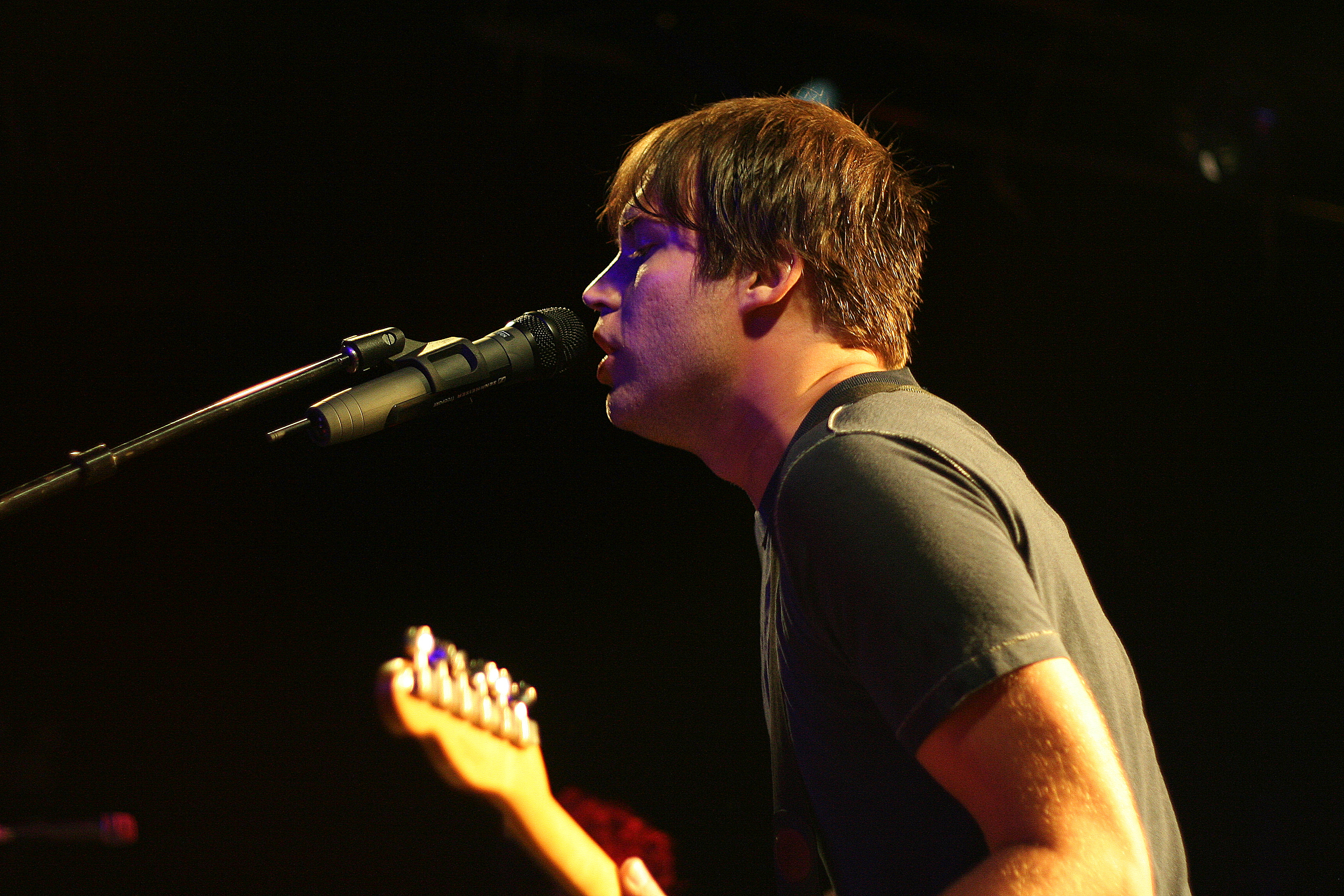
Shawn Christensen

Shawn Christensen ist ein Schauspieler, Liedtexter, Drehbuchautor, Filmproduzent und Regisseur, der 2013 einen Oscar gewann.

## Karriere
Shawn Christensen verfasste den Text zum Soundtrack des Films Sex, Lies & Superheroes im Jahr 2003. Anschließend konzentrierte er sich auf das Schreiben von Drehbüchern. Den Kurzfilm Walter Kind produzierte er selbst, führte Regie und spielte auch die Hauptrolle. Für seinen Kurzfilm Curfew erhielt er mehrere Auszeichnungen, unter anderem den Oscar in der Kategorie Bester Kurzfilm.

## Filmografie (Auswahl)
- 2006: Walter King (Kurzfilm)
- 2011: Enter Nowhere
- 2011: Atemlos – Gefährliche Wahrheit (Abduction)
- 2012: Curfew (Kurzfilm)
- 2014: Before I Disappear
- 2017: Sidney Hall